# Салон Независимых
Общество Независимых художников (фр. Société des Artistes Indépendants) — созданное в Париже 29 июля 1884 года объединение художников.  Общество начало с организации массовых выставок в Париже, выбрав лозунг «sans jury ni recompense» («без жюри и без вознаграждения»). Среди ее основателей были Альбер Дюбуа-Пилле, Одилон Редон, Жорж Сёра и Поль Синьяк. На протяжении последующих трех десятилетий их ежегодные выставки определяли тенденции в искусстве начала XX века, наряду с «Осенним салоном». Именно здесь произведения искусства часто впервые выставлялись и широко обсуждались. Первая мировая война привела к закрытию салона, хотя «Салон Независимых» продолжали свою деятельность. С 1920 года штаб-квартира располагается в обширных подвалах Большого дворца (по соседству с Обществом французских художников, Национальным обществом изящных искусств, Осенним салоном и другими).

## История

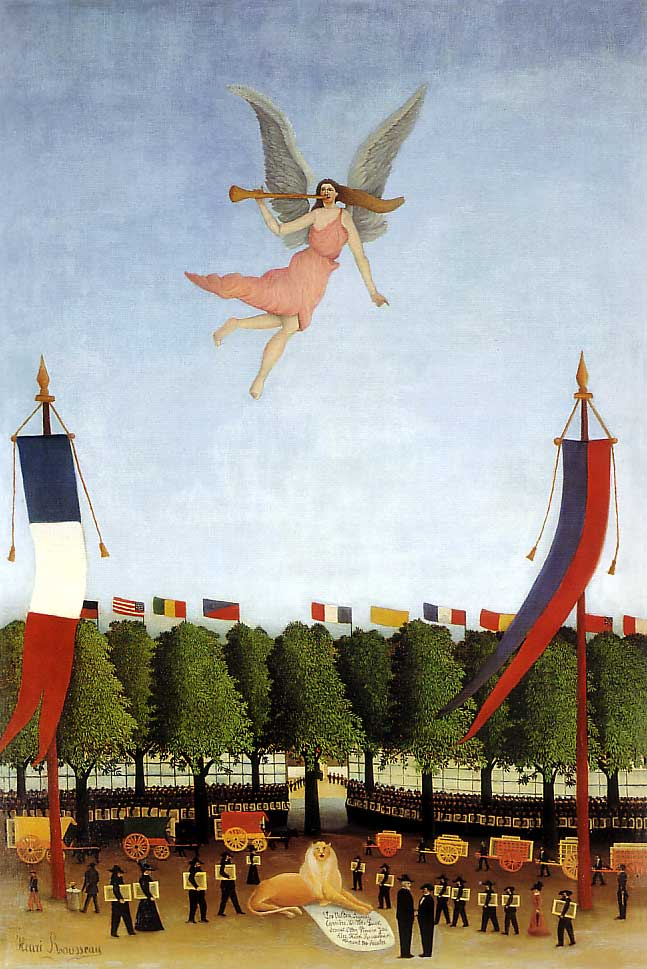
Афиша, приглашающая на 22-ю выставку Салона Независимых (Анри Руссо, 1905 год)

Основателями Общества Независимых художников были Альбер Дюбуа-Пилле, Одилон Редон, Жорж Сёра и Поль Синьяк.
Начиная со времён Второй империи во Франции те художники, творчество которых не пользовалось поддержкой Королевской Академии живописи и скульптуры или которые выказывали политические взгляды, оппозиционные официальной власти, практически не имели возможности экспонировать свои работы и таким образом завоевать признание общества. Количество произведений искусства, отвергнутых Парижскими салонами, с каждым годом увеличивалось. В виде реакции на такое к себе отношение художники начали самоорганизовываться — так, что в 1884 году возникает Группа Независимых художников, получивших разрешение от официальных властей на проведение выставки, для которой парижская городская администрация должна была выделить помещение.
В период с 15 мая по 15 июня 1884 на этой первой свободной выставке посетители смогли увидеть не менее 5 000 современных полотен более чем 400 художников. Объединение Общество Независимых художников, возникшее 29 июня 1884 года, не ставило перед собой задач оценки художественных произведений или присуждения наград за наиболее из них выдающиеся, рассчитывая на то, что публика сама по достоинству оценит увиденное. 1 декабря 1884 года Люсьен Вуайе, президент Парижского городского собрания, открыл I Салон Независимых. На этой выставке можно было увидеть работы Сёра, Синьяка, Анри Кросса, Одилона Редона, Альбера Дюбуа-Пилле, Армана Гийомена, Шарля Анграна.
Начиная с 1920 года Салон Независимых получает для своих выставок парижский Большой дворец. Салон независимых художников существует как активно действующая организация до сих пор и регулярно организует различные выставки произведений искусства.

## Участники (выборка)
| - Амаде (Амадеус) Барт - Александр Архипенко - Морис Буатель - Жорж Брак - Бернар Бюффе - Анри Ван де Велде - Луи Вальта - Анри Каду - Жан Карзу - Марк Шагал - Джорджо де Кирико - Оскар Домингес - Анри Жюлиан Дюмон - Александра Экстер - Ицхак Френкель | - Альберто Джакометти - Пьер Жилу - Жорж Жиме - Генрик Готлиб - Рене Ише - Василий Кандинский - Казимир Малевич - Анри Матисс - Вадим Меллер - Хуан Миро - Амедео Модильяни - Пит Мондриан - Анри Руссо | - Амадео де Соуза-Кардозо - Жан Монноре - Эдвард Мунк - Одилон Редон - Ёлка Розен - Поль Синьяк - Альфред Сислей - Соня Делоне-Терк - Винсент ван Гог - Анри де Тулуз-Лотрек - Эдуар Вюйяр - Камило Мори - Леопольд Сюрваж |